# Оргбюро ЦК ВКП(б)
Оргбюро́ (Организационное бюро) ЦК — орган ЦК ВКП(б). Существовал в 1919—1952 годах. Был предназначен для решения кадровых и организационных вопросов, однако практически сразу утратил своё значение в связи с появлением Секретариата ЦК, поскольку секретари ЦК занимались теми же вопросами, но на постоянной основе, тогда как члены Оргбюро совмещали свои посты с другими обязанностями.
На уровне республиканских, областных и прочих комитетов партии аналогов Оргбюро не существовало.
При Сталине деятельность Оргбюро фактически слилась с деятельностью Секретариата ЦК. К концу 1930-х годов роль Оргбюро снижается, более не избираются новые кандидаты в члены Оргбюро (только члены), а старые постепенно выбывают. Сам Сталин редко принимает участие в его заседаниях, и в целом Оргбюро часто заседает в неполном составе, а заседаниями руководит наиболее старший по должности (например, Андрей Андреев). Оргбюро решает вопросы чисто технического характера (например, о контроле за рассылкой литературы, связанной с подготовкой выборов).
Попытка усиления роли Оргбюро произошла в 1940-е годах, когда его заседаниями попеременно руководили Александр Щербаков и Андрей Жданов. В 1945—1946 заседаниями руководил Георгий Маленков, однако вскоре не без участия Жданова он попал в кратковременную опалу. При Жданове Оргбюро активно вмешивается в вопросы идеологии, принимается Постановление оргбюро ЦК ВКП(б) «О журналах „Звезда“ и „Ленинград“». После его смерти за лидерство в Оргбюро соперничали Георгий Маленков и ставленник Жданова Алексей Кузнецов, ставший жертвой «ленинградского дела».
Окончательно орган был упразднён лишь на XIX съезде (1952).